# 쳉드오치링 척트바타르
쳉드오치링 척트바타르(몽골어: Цэнд-Очирын Цогтбаатар, 1996년 3월 16일~)는 몽골의 유도 선수이다. 2020년 하계 올림픽에서 남자 -73kg급 동메달을 획득했으며 2022년 세계 선수권 대회에서 남자 -73kg급 부문 우승을 차지했다.